# Abe Simon
Abe Simon, pseudonimo di Abraham Simon (Richmond Hill, 30 maggio 1913 – Long Island, 24 ottobre 1969), è stato un pugile statunitense.

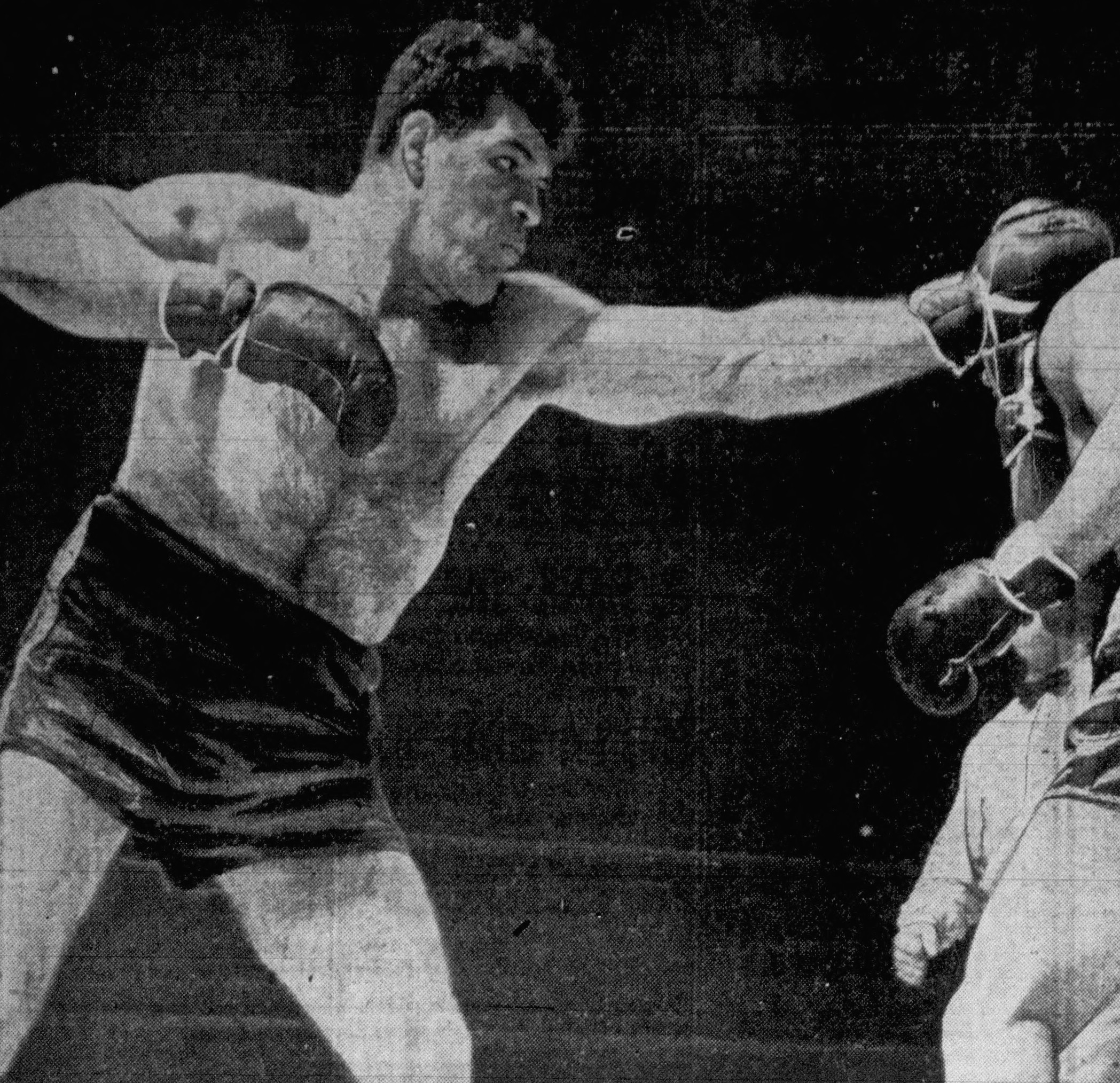

Fortissimo peso massimo, raggiunse il vertice della categoria battendo per ko il futuro campione del mondo Jersey Joe Walcott. Grazie a tale vittoria ebbe una doppia occasione per conquistare il titolo contro il  leggendario Joe Louis, ma venne nettamente sconfitto entrambe le volte.